# 살생제
유럽 법률에서는 살생제(biocide, 살생물제)를 유해 유기체를 파괴, 억제, 무해하게 만들거나 통제 효과를 발휘하기 위한 화학 물질 또는 미생물로 정의한다.

## 같이 보기
- 살균제